# Campylomormyrus curvirostris
Campylomormyrus curvirostris är en fiskart som först beskrevs av Boulenger, 1898.  Campylomormyrus curvirostris ingår i släktet Campylomormyrus och familjen Mormyridae. IUCN kategoriserar arten globalt som livskraftig. Inga underarter finns listade.